# Любанский район
Лю́банский райо́н (бел. Любанскі раён) — административная единица на юге Минской области Республики Беларусь. Административный центр — город Любань. 
Численность населения — 27 987 человек (на 1 сентября 2025 года). 
На территории района расположены «Голубые озёра» или «Белорусские Мальдивы». 

## География
Площадь 1,9 тыс.км². Район граничит с Солигорским и Стародорожским районами Минской области, Глусским районом Могилёвской области, Октябрьским, Петриковским и Житковичским районами Гомельской области.
Основные реки — Оресса (левый приток Припяти) и несколько её небольших притоков, из которых самым крупным является река Талица. 37,9% территории района покрыто лесом.

## Геральдика
Герб утверждён решением Любанского районного исполнительного комитета от 20 апреля 1996 года № 4 и зарегистрирован в Гербовом матрикуле Республики Беларусь 5 мая 1996 года № 7.
Флаг учреждён Указом Президента Республики Беларусь от 1 декабря 2011 года № 564 и зарегистрирован в Государственном геральдическом регистре Республики Беларусь 5 декабря 2011 года № Б-209. Утверждён решением Любанского районного исполнительного комитета № 132.

## История
Первое письменное упоминание о местечке Любань относится к 1566 году, о местечке Уречье — к 1635 году. Землями края в те времена владел белорусский князь Бориков, в XVII веке проданы Радзивиллам.
В 1635 году в имении Радзивиллов Уречье была основана стекольная мануфактура, где в течение почти двухсот лет крепостные мастера изготавливали зеркала, стеклянные и хрустальные бокалы, канделябры и подсвечники, которые были не хуже своих западноевропейских аналогов и высоко ценились в Европе.
- Любаньщину по-настоящему можно считаться родовым гнездом древнего дворянского рода Забелло. Во владении этой семьи находились многочисленные фольварки и земельные угодья. Одно из родовых поместий, принадлежащих Забеллам, находилось на хуторе Чабусы. Именно там в марте 1896 года появился на свет будущий белорусский историк Фёдор Иванович Забелло. В 1931 году был арестован за  участие в контрреволюционной антисоветской организации «Союз освобождения Белоруссии». Всего по этому делу было арестовано 108 человек, среди которых были академики белорусской Академии наук и писатели  БССР, которых обвинили в работе на польскую разведку «дифензиву» и в «осуществлении организованного вредительства на культурном и идеологическом участках социалистического строительства, а также в проведении антисоветской националистической агитации. 10 апреля 1931 года постановлением Коллегии ОГПУ Фёдор Забелло был приговорён к высылке в г. Елабуга Татарской АССР, где и скончался в 1935 году. Посмертно реабилитирован.
- Выдержка из протокола заседания Осовецкого сельского совета от 15 октября 1929 года.

«На обсуждение выносится постановление общего собрания бедноты и собрания крестьян деревень Чабусы, Осовец, Костяши и Зеленки о выселении с территории БССР бывших помещиков и бандитов Николая и Семёна Забелло, а также друга их семьи Браневицкого, которые занимаются контрреволюционной деятельностью и имеют через родственников связь с буржуазно-помещичьей Польшей. Президиум сельсовета постановил: «Принимая во внимание, что Николай и Семён Забелло занимаются контрреволюционной деятельностью, ходатайствовать через Любанский районный исполнительный комитет и ОГПУ о скорейшем выселении семьи Забелло из БССР, а на принадлежащей их земле организовать колхоз».

Район образован 17 июля 1924 года с районным центром в местечке Любань, которое в 1938 году получило статус городского посёлка. В середине 1920-х годов на территории района начались масштабные мелиоративные работы. В 1927 году на осушенных торфяниках был организован совхоз имени 10-летия БССР, а в 1929 году — красноармейская коммуна имени Белорусского военного округа. В 1924—1927 годах район находился в составе Слуцкого округа, в 1930—1938 годах — в прямом республиканском подчинении, в 1935—1938 годах — в Слуцком пограничном округе, в 1938—1944 годах — в Минской области, в 1944—1954 годах — в Бобруйской области.
21 августа 1925 года из состава Петриковского района Мозырского округа в Любанский район была передана территория Малогородятичского сельсовета. 5 апреля 1936 года из состава Глусского района в Любанский район была передана территория Загальского сельсовета
.
В период Великой Отечественной войны Любанский район стал центром партизанского движения Минской области. В лесах района базировались Минский подпольный обком КП(б)Б и штаб партизанского соединения Минской области, действовали Любанский подпольный райком КП(б)Б и Любанский райисполком. Шесть партизанских бригад насчитывали более 6 тысяч бойцов, что позволило сформировать Любанско-Октябрьскую партизанскую зону. В сентябре 1942 года на острове Зыслов был открыт партизанский аэродром. 1 сентября 1942 года в деревне Загалье была даже открыта советская школа.
Любанский район был освобожден в результате наступательной операции «Багратион» частями 28-й армии 1-го Белорусского фронта.
За ударный труд в послевоенное время 18 жителей Любанского района были удостоены звания Героя Социалистического Труда.
25 декабря 1962 года к району присоединены Дарасинский сельсовет и городской посёлок Уречье Слуцкого района, а также 14 сельсоветов и рабочий посёлок Солигорск упразднённого Старобинского района. 14 января 1963 года Хоростовский сельсовет передан Лунинецкому району. 6 января 1965 года образован Солигорский район, которому передана территория бывшего Старобинского района
.
20 октября 1995 года административные единицы Любанский район и город Любань, имеющие общий административный центр, объединены в одну административную единицу — Любанский район.
26 августа 2023 года в состав Уречского сельсовета включена территория городского посёлка Уречье.

## Административное устройство
В районе 9 сельсоветов:
- Коммунаровский
- Малогородятичский
- Осовецкий
- Реченский
- Сорочский
- Сосновский
- Тальский
- Уречский
- Юшковичский

Упразднённые сельсоветы:
- Доросинский
- Яминский
- Ляховский

## Демография
Численность населения — 27 987 человек (на 1 января 2025 года), в том числе городское (Любань 11 278 человек, Уречье 2 291 человек) — 13 569 человек, сельское — 14 418 человек.
Население района составляет 31,1 тыс. человек, в т. ч. в Любани проживают около 10,9 тыс., г. п. Уречье — 2,9 тыс. Городское население составляет 14,4 тыс. человек, сельское — 21 тыс. Всего насчитывается 126 населённых пунктов. Крупнейшие населённые пункты: г. п. Уречье — 3887 чел., аг. Речень — 3064 чел., д. Сорочи — 1294 чел., п. Сосны−1 — 1140 чел., аг. Таль — 1130 чел., д. Осовец — 948 чел., д. Кузьмичи — 922 чел.
| Численность населения (по годам) | Численность населения (по годам) | Численность населения (по годам) | Численность населения (по годам) | Численность населения (по годам) | Численность населения (по годам) | Численность населения (по годам) | Численность населения (по годам) | Численность населения (по годам) | Численность населения (по годам) |
| 1996                             | 2001                             | 2002                             | 2003                             | 2004                             | 2005                             | 2006                             | 2007                             | 2008                             | 2009                             |
| -------------------------------- | -------------------------------- | -------------------------------- | -------------------------------- | -------------------------------- | -------------------------------- | -------------------------------- | -------------------------------- | -------------------------------- | -------------------------------- |
| 46 600                           | ▼42 356                          | ▼41 698                          | ▼40 873                          | ▼40 049                          | ▼39 189                          | ▼38 238                          | ▼37 450                          | ▼36 670                          | ▼35 952                          |
| 2010                             | 2011                             | 2012                             | 2013                             | 2014                             | 2015                             | 2016                             | 2017                             | 2018                             | 2019                             |
| ▼35 255                          | ▼34 511                          | ▼33 856                          | ▼33 470                          | ▼33 044                          | ▼32 478                          | ▼31 932                          | ▼31 956                          | ▼31 163                          | ▼30 726                          |
| 2020                             | 2021                             | 2022                             | 2023                             | 2024                             | 2025                             |                                  |                                  |                                  |                                  |
|                                  |                                  |                                  |                                  |                                  | ▼27 987                          |                                  |                                  |                                  |                                  |

| Национальный состав | по переписи 2009 года | по переписи 2009 года | по переписи 2019 года | по переписи 2019 года |
| Национальный состав | Численность           | %                     | Численность           | %                     |
| ------------------- | --------------------- | --------------------- | --------------------- | --------------------- |
| Белорусы            | 33 888                | 95,61%                | 28 363                | 93,64%                |
| Русские             | 991                   | 2,8%                  | 836                   | 2,76%                 |
| Украинцы            | 246                   | 0,69%                 | 224                   | 0,74%                 |
| Цыгане              | 67                    | 0,19%                 |                       |                       |
| Поляки              | 39                    | 0,11%                 |                       |                       |
| Молдаване           | 20                    | 0,06%                 |                       |                       |
| Армяне              | 15                    | 0,04%                 |                       |                       |
| Татары              | 12                    | 0,03%                 |                       |                       |
| Азербайджанцы       | 10                    | 0,03%                 |                       |                       |

|                                               | 2010 | 2011 | 2012 | 2013 | 2014 | 2015 | 2016 | 2017 |
| --------------------------------------------- | ---- | ---- | ---- | ---- | ---- | ---- | ---- | ---- |
| Рождаемость (на 1000 человек)                 | 11,2 | 10,6 | 12,8 | 12,6 | 13,5 | 12,5 | 13,1 | 10,7 |
| Смертность (на 1000 человек)                  | 20,8 | 20   | 18,7 | 19,2 | 18,6 | 18,7 | 17,9 | 18,1 |
| Естественный прирост (на 1000 человек)        | -9,6 | -9,4 | -5,9 | -6,6 | -5,1 | -6,2 | -4,8 | -7,4 |
| Естественный прирост (в абсолютном выражении) | -334 | ...  | ...  | -219 | -167 | -199 | -152 | -233 |
| Миграционный прирост (в абсолютном выражении) | -410 | ...  | ...  | -207 | -399 | -347 | -254 | -130 |

В 2018 году 18,6% населения района было в возрасте моложе трудоспособного, 51,3% — в трудоспособном, 30,1% — старше трудоспособного. Ежегодно в Любанском районе рождается 330—450 детей и умирает 550—720 человек. Коэффициент рождаемости — 10,7 на 1000 человек в 2017 году, коэффициент смертности — 18,1. Наблюдается естественная убыль населения, и ежегодно численность населения уменьшается на 150—350 человек по естественным причинам (в 2017 году — -233 человека, или -7,4 на 1000 человек). Численность населения снижается также из-за оттока населения из района (100—400 человек ежегодно). В 2017 году в Любанском районе были заключены 171 брак (5,5 на 1000 человек) и 84 развода (2,7).

## Экономика
Выручка от реализации продукции, товаров, работ, услуг за 2017 год составила 234,8 млн рублей (около 117 млн долларов), в том числе 88,2 млн рублей пришлось на сельское, лесное и рыбное хозяйство, 49,5 млн на промышленность, 21,8 млн на строительство,  57,1 млн на торговлю и ремонт, 18,2 млн на прочие виды экономической деятельности.
В 2017 году средняя зарплата работников в Любанском районе составила 80,8% от среднего уровня по Минской области.

### Промышленность
Крупнейшими предприятиями района являются:
- Осовецкий завод ТМ "Натуральная природная питьевая вода "Славная"
- Любанский филиал ОАО «Слуцкий сыродельный комбинат»
- ОАО «Любанский льнозавод»
- Филиал № 6 «Любанский комбинат строительных материалов» открытого акционерного общества «Белорусский цементный завод»,
- ОАО «Любанский завод стеновых блоков»
- КУП «Любанская швейная фабрика»
- ЧУП «Любанский кооппром»
- ОСП Любанский крахмальный завод (производственный цех № 7 ОАО «Минск Кристалл»[26])
- ОСП ПЦ Уречский спиртзавод (производственный цех № 8 ОАО «Минск Кристалл»[26])
- КУП «Любанский РКБО»[27]

### Сельское хозяйство
В 2017 году сельскохозяйственные организации района собрали 71,3 тыс. т зерновых и зернобобовых культур при урожайности 24,7 ц/га и 811 т льноволокна при урожайности 7,7 ц/га. В 2017 году сельскохозяйственные организации района реализовали 8,9 тыс. т мяса скота и птицы и произвели 68 тыс. т молока (средний удой — 4053 кг). На 1 января 2018 года в сельскохозяйственных организациях района содержалось 55 тыс. голов крупного рогатого скота, в том числе 16,7 тыс. коров.

## Транспорт
Через район проходит железная дорога «Могилёв—Барановичи».

## Здравоохранение
В 2016 году в организациях Министерства здравоохранения Республики Беларусь, расположенных на территории района, работало 62 практикующих врача (19,7 на 10 тысяч человек) и 369 средних медицинских работников (117 на 10 тысяч человек). В больницах насчитывалось 236 коек (74,9 на 10 тысяч человек).

## Образование
В 2017/2018 учебном году в районе действовало 24 учреждения дошкольного образования, которые обслуживали 1229 детей, и 24 учреждения общего среднего образования, в которых обучалось 3422 ребёнка. Учебный процесс обеспечивало 610 учителей.
В районном центре работает Любанский государственный колледж (ранее-сельскохозяйственный профессиональный лицей).

## Культура
В 2017 году публичные библиотеки района посетили 12,8 тыс. человек, которым было выдано 280,9 тыс. экземпляров книг и журналов. В 2017 году в районе действовало 29 клубов. 
В Любани действует Любанский музей народной славы с 19,6 тыс. музейных предметов основного фонда. В 2016 году его посетили 13 тыс. человек.
Любанский музей народной славы представлен:
- Музей традиционных ремесел и промыслов Любанщины
- Историко-краеведческая экспозиция, посвящённая истории Любани
- Комплекс Зыслов остров — филиал Любанского музея народной славы

### Традиции
- Обряд "Русалье" (проводится в июне)
- Традиция народного хлебопечения д. Жоровка. Дом народного творчества. Здесь проводятся мастер-классы по традиционному хлебопечению. Традиция изготовления хлеба в д.Жоровка и д.Кузьмичи Любанского района официально внесена в Государственный список историко-культурных ценностей Беларуси в качестве нематериального проявления творчества человека. Также здесь проходят народные обряды, праздники, выставки.
- Региональный праздник народного блюда «У Пласток на квасок»[37] в д. Пласток

## События и мероприятия

### Фестивали
- Областной фестиваль детской театральной культуры «Чароўны куфэрак»
- Фестиваль народной культуры «Пятровiца»

## Религия
В Любанском районе действуют 12 православных религиозных общин, 5 общин христиан веры евангельской, 2 общины евангельских христиан-баптистов, 1 римско-католическая община. 

## Достопримечательность
- Аллея Славы Любанщины в Любани
- Мемориальный комплекс «Зыслов» (архитектор Г. В. Заборский). Более 20 лет проходят межрегиональные военно-патриотические игры «Бастионы мужества».
- Мемориальный комплекс «Советским активистам, воинам, партизанам и подпольщикам»
- Братская могила со скульптурой «Скорбящая женщина» в Любани
- «Голубые озёра» или «Белорусские Мальдивы» (д. Хотиново, 2 меловых карьера)
- «Святой колодец» вблизи деревни Радуга, в лесу
- «Божий камень» возле деревни Переток (возле автодороги из аг. Таль в д. Переток)

## СМИ
В Любанском районе издаётся районная газета «Голас Любаншчыны»; работает районная радиостанция «На хвалях Арэсы».